# 搜諧單于
搜諧單于（？—前12年），全称为搜諧若鞮單于，挛鞮氏，名且麋胥，是西漢後期匈奴單于。

## 生平
他是復株累若鞮單于之弟，被其兄封為左賢王，在其兄死後繼任單于，在位8年（前20年－前12年）。漢成帝元延元年（前12年），出發去參加次年正月的朝賀。未及入塞，在途中病故。

## 子
- 朐留斯侯，左祝都韩王，前20年，搜谐单于派儿子朐留斯侯入侍汉朝汉成帝

## 影視形象
- 2007年电视剧《王昭君》：史力嘉饰搜諧單于